# L13-FI
L13-FI — газове родовище у нідерландському секторі Північного моря, за 60 км від Ден-Гелдера.

## Опис
Відкрите у 1988 році внаслідок спорудження свердловини L13-13. Поклади вуглеводнів виявили на глибині 3300 метрів під морським дном у відкладеннях групи Rotliegend (пермський період). Колектори — пісковики, що виникли зі сформованих в умовах пустельного клімату дюн. Газоматеринськими породами є відкладення кам'яновугільного періоду.
Розробка родовища відбуватиметься трьома свердловинами за допомогою платформи L13-FI-1. Остання має новаторський дизайн, створений спеціально для скорочення витрат та, як наслідок, організації видобутку з дрібних родовищ. Платформа складається із надбудови для обладнання («топсайду») вагою 255 тонн, башти довжиною 40 метрів та вагою 312 тонн і монопалі довжиною 50 метрів та вагою 360 тонн. Її спорудили у нідерландському Східамі, а роботи зі встановлення провів у травні 2017-го плавучий кран великої вантажопідйомності Rambiz. На платформі розташовані сонячні батареї та вітрові генератори, котрі дозволять їй діяти автономно від зовнішнього живлення.
Отримана продукція через трубопровід діаметром 300 мм та довжиною 7 км подаватиметься на платформу K15-FA-1, встановлену на родовищі K15-FA. Для проведення робіт у липні 2017-го залучили трубоукладальне судно Seven Oceans.
Геологічні запаси родовища оцінили статичним методом у 3,8 млрд м3, видобувні — від 2,1 до 2,7 млрд м3.
Початок видобутку на родовищі очікується у 2018 році. Оператором розробки є компанія Nederlandse Aardolie Maatschappij (NAM).